# Македоникос Космос
„Македоникос Космос“ (на гръцки: «Μακεδονικός Κόσμος», в превод Македонски народ) е гръцки вестник, издаван в град Суровичево (Аминдео), Гърция.

## История
Вестникът е първият, който излиза в Суровичево. Започва да излиза в 1957 година и спира на следната 1958 година. Издател на вестника е Атанасиос Леон. Георгиадис, а директор - Сакис Л. Георгиадис.